# تشون تشينج وو
تشون تشينج وو (بالصينية: 吳俊青) (18 ديسمبر 1988 بتايوان - ) هو لاعب كرة قدم تايواني في مركز الوسط. شارك مع منتخب تايبيه الصينية لكرة القدم. أما مع النوادي، فقد لعب مع نادي شركة طاقة تايوان وHunan Billows F.C. ‏ وLand Home NTUS F.C. ‏.

## وصلات خارجية
- تشون تشينج وو على موقع قاعدة بيانات كرة القدم.إي يو (الإنجليزية)
- تشون تشينج وو على موقع ناشيونال فوتبول تيمز (الإنجليزية)